# 鄧斯特開局
鄧斯特開局是國際象棋開局非正規開局的一種，走法為：
1.Nc3